# Fernando Carazo
Fernando Carazo Castro (6 de abril de 1904, La Coruña - 18 de julho de 1986, Belo Horizonte) foi um futebolista espanhol que se destacou no Brasil atuando pela equipe mineira Palestra Itália, que mais tarde se tornaria o Cruzeiro Esporte Clube. Além de jogador, também trabalhava como carpinteiro.
Foi por muito anos o maior artilheiro estrangeiro da história do Cruzeiro, com 44 gols marcados.

## Carreira
Em 1907, Fernando migrou para São Paulo juntamente com o pai, a mãe e três irmãos. Sua carreira no futebol teve início no Tapira, clube amador de São Paulo. Teve passagens por outros times de pequeno porte, como Antarctica e Linhagens.
Em 1927, foi aceito pelo Palestra Itália paulista, que anos depois se transformaria em Palmeiras. Uma temporada depois, foi convidado para jogar no Palestra Itália de Minas Gerais, que mudaria de nome para Cruzeiro anos mais tarde.
Na equipe mineira, o jovem espanhol fez parte da equipe conhecida como "Time Poesia", com Nininho, Piorra, Ninão e Bengala, conquistando o título estadual três vezes consecutivas, de 1928 a 1930. A estreia aconteceu na vitória por 4 a 1 sobre o América-MG, em partida válida pela Taça Independência do Brasil, no estádio do Barro Preto, em Belo Horizonte.
Foi por muito anos o maior artilheiro estrangeiro da história do Cruzeiro, com 44 gols marcados, sendo ultrapassado apenas em 2014 pelo boliviano Marcelo Moreno.

## Títulos
- Campeonato Mineiro: 1928, 1929, 1930 e 1940